# Unia Kunice
Unia Kunice – polski klub piłkarski (znany też jako Unia Żary-Kunice lub Unia Żary), mający siedzibę w żarskiej dzielnicy Kunice, powstały w 1953 roku. Występuje w rozgrywkach zielonogórskiej klasy okręgowej.  

## Historia
Klub założony został w 1953 r. Jego zakładem patronackim była w latach pięćdziesiątych Huta Szkła w Kunicach Żarskich. Po roku gry w C klasie, zespół awansował do B klasy. W dniu 3 listopada 1957 r. po remisie 2:2, a wcześniej wygranym 5:1 meczu barażowym z Czarnymi Witnica, awansował do klasy okręgowej (III liga). W składzie grali wówczas: Tomczak, Kasperczyk, Buszman, Kowalczyk, T. Rudyk, J. Jung, Buchta, Raczkowski, Wardęga, F. Jung, E. Rudyk, Fal. Kierownikiem zespołu był Przygodzki. Po roku gry w III lidze, Unia zajęła ostatnie miejsce i spadła do A klasy. 
Unia Kunice Żarskie dwukrotnie uczestniczyła w finale Pucharu Polski na szczeblu okręgu. W 1989 w dwumeczu z Pogonią Świebodzin, przegrała najpierw 0:2, a w rewanżu 0:6. Po raz drugi rywalizował w finale w 2000 r. W finale, który został rozegrany 14 czerwca w Żaganiu przegrała z Czarnymi 1:5. Jedyną bramkę, otwierającą już w 2 min. wynik meczu strzelił Grzegorz Andruszkiewicz. 

## Sukcesy
- 14. miejsce w III lidze – 2007/2008
- finalista Pucharu Polski OZPN Zielona Góra – 1988/1989, 1999/2000

## Stadion
Unia mecze rozgrywa na Stadionie Miejskiego Ośrodka Sportu, Rekreacji i Wypoczynku położonym w dzielnicy Żar - Kunicach. Dane techniczne stadionu:
- pojemność stadionu: 900 miejsc (850 siedzących)
- oświetlenie: brak
- wymiary boiska: 100m x 64m

## Sezon po sezonie
- 2000/01 – IV liga, grupa: lubuska – 11. miejsce
- 2001/02 – IV liga, grupa: lubuska – 10. miejsce
- 2002/03 – IV liga, grupa: lubuska – 2. miejsce
- 2003/04 – IV liga, grupa: lubuska – 6. miejsce
- 2004/05 – IV liga, grupa: lubuska – 7. miejsce
- 2005/06 – IV liga, grupa: lubuska – 4. miejsce
- 2006/07 – IV liga, grupa: lubuska – 1. miejsce
- 2007/08 – III liga, grupa: 3 – 14. miejsce
- 2008/09 – III liga, grupa: dolnośląsko-lubuska – 14. miejsce (klub wycofał się po sezonie)
- 2009/10 –Klasa okręgowa, grupa: Zielona Góra – 14. miejsce
- 2010/11 – Klasa A, grupa: Zielona Góra III – 13. miejsce
- 2011/12 – Klasa B, grupa: Żary – 1. miejsce
- 2012/13 – Klasa A, grupa: Zielona Góra III – 5. miejsce
- 2013/14 – Klasa A, grupa: Zielona Góra III – 3. miejsce
- 2014/15 – Klasa A, grupa: Zielona Góra III – 2. miejsce
- 2015/16 – Klasa A, grupa: Zielona Góra III – 1. miejsce
- 2016/17 – Klasa okręgowa, grupa: Zielona Góra – 11. miejsce
- 2017/18 – Klasa okręgowa, grupa: Zielona Góra – 13. miejsce
- 2018/19 – Klasa okręgowa, grupa: Zielona Góra – 11. miejsce
- 2019/20 – Klasa okręgowa, grupa: Zielona Góra – 15. miejsce
- 2020/21 – Klasa okręgowa, grupa: Zielona Góra – 6. miejsce
- 2021/22 – Klasa okręgowa, grupa: Zielona Góra – 10. miejsce
- 2022/23 – Klasa okręgowa, grupa: Zielona Góra – 3. miejsce
- 2023/24 – Klasa okręgowa, grupa: Zielona Góra – 9. miejsce
- 2024/25 – Klasa okręgowa, grupa: Zielona Góra – 10. miejsce